# 直海駅
直海駅（のうみえき）は、石川県羽咋郡志賀町直海に存在した北陸鉄道能登線の駅である。1972年（昭和47年）に廃駅となった。

## 概要
北陸鉄道合併後の1950年（昭和25年）になって開設されており、能登鉄道の三明延長から20年以上が経過していた。

## 歴史
- 1950年（昭和25年）4月11日：北陸鉄道の駅として新設開業。
- 1972年（昭和47年）6月25日：能登線全線廃止により廃駅。

## 駅構造
単式ホーム1面1線の無人駅。

## 廃止後
線路跡はサイクリングロードとなり、駅跡には直海バス停が設置されている。なお石川県内の民放局では、能登線廃止から10年近く経過した後も「羽咋郡直海駅前」と所在地を紹介する電器店のTVコマーシャルが流れていた。

## 隣の駅
北陸鉄道
能登線
米町駅 - 直海駅 - 三明駅